# Kaye Hall
Kaye Hall (n. 15 mai 1951, Tacoma, Washington, SUA) este o înotătoare ce a reprezentat Statele Unite ale Americii, medaliată olimpică. A participat la o ediție a Jocurilor Olimpice (1968) în care a câștigat 3 medalii de aur și o medalie de bronz.